# Dennis Stratton
Dennis William Stratton (ur. 9 października 1952 w Londynie) – angielski gitarzysta rockowy. W 1980 był gitarzystą zespołu Iron Maiden. Ma na swoim koncie także występy z grupami Lionheart i Praying Mantis.

## Początki
Stratton jako swoje pierwsze inspiracje muzyczne podaje lokalne grupy z londyńskiego East Endu jak Power Pack, czy Freedom. Zafascynowany umiejętnościami występujących w okolicznych klubach gitarzystów postanowił w wieku 16 lat odkupić gitarę od swojego znajomego, który został basistą w małym zespole. Po kilku miesiącach ten sam znajomy zaprosił Strattona do współpracy jako dodatkowego gitarzystę.
Pierwszym, jak podaje Stratton, „poważnym” zespołem, do jakiego dołączył była grupa Harvest, w której występował jako wokalista i gitarzysta z kolegą ze szkoły, basistą Steve'em Gottem. Swój pierwszy koncert zagrali w stratfordzkim klubie The Cart & Horses. Wkrótce do składu dołączył perkusista Johnny Richardson, a grupa zmieniła nazwę na Wedgwood. Po kilku występach zespół postanowił powiększyć swoje instrumentarium o dodatkową gitarę. Zatrudniony został więc Dave Edwards. Niedługo później nastąpiło kolejne przemianowanie kapeli, która od tej pory tytułowała się Remus Down Boulevard.
Zdobywszy pewną lokalną popularność, grupa udała się do Jonathana Kinga, wówczas pracownika UK Records, który po zapoznaniu się z jej dorobkiem zaproponował zespołowi nagranie albumu koncertowego w klubie The Marquee. Koncert został zarejestrowany, lecz ostatecznie wydanie nie doszło do skutku. Przyczyną było porzucenie przez Kinga pracy w wytwórni.
Jedynym wydawnictwem muzycznym, na którym pojawiły się utwory Remus Down Boulevard była kompilacja A Week at the Bridge E16, złożona z utworów różnych grup występujących w klubie The Bridgehouse. Jest to zarazem pierwszy album, w który wkład miał Dennis Stratton.
Remus Down Boulevard pozostał bez szans na własną publikację. Grupa wzięła więc udział jako support w trasie koncertowej Status Quo.
W źródłach brak danych, kiedy dokładnie Dennis Stratton opuścił Remus Down Boulevard. Miało to miejsce ok. lat 1978–1979. Sama grupa rozpadła się w 1981.

## Iron Maiden
Do Iron Maiden Stratton dołączył w styczniu 1980. Zespół zamierzał wydać swój pierwszy album i poszukiwał drugiego gitarzysty, który miałby pewne doświadczenie w pracy w studio nagraniowym. Lider grupy, Steve Harris, bywał na koncertach Remus Down Boulevard i postanowił zaproponować współpracę jego członkowi. Skład nowego zespołu, za sugestią nowego gitarzysty, miał zostać zasilony przez dotychczas grającego ze Strattonem perkusistę, Johnny'ego Richardsona, lecz uniemożliwiła mu jego choroba. Ostatecznie wakat objął Clive Burr, także zaproponowany przez Strattona.
Niedługo po przybyciu do Iron Maiden Dennis Stratton popadł w konflikt z menedżerem Rodem Smallwoodem. Jak relacjonuje Stratton, Smallwood chciał wytworzyć "rodzaj ekskluzywnej więzi" pomiędzy muzykami grupy. Dlatego też nieprzychylnym okiem spoglądał na kontakty gitarzysty z muzykami Praying Mantis oraz KISS, z którymi Iron Maiden odbywało trasy koncertowe.
Stratton, nie będąc nigdy zaangażowanym fanem muzyki heavymetalowej, miał także nieco odmienną wizję brzmienia debiutanckiego albumu grupy. Smallwood, mający wówczas duży wpływ na muzykę zespołu, ostro się temu sprzeciwił. Gitarzysta nagrał z grupą pierwszą płytę – Iron Maiden. Nie tylko grał na gitarze elektrycznej, ale też tworzył podkład wokalny dla ówczesnego wokalisty, Paula Di'Anno. Wystąpił także na minialbumie koncertowym Live!! +one.
Ostatecznie Stratton został zwolniony w październiku 1980, a jego miejsce zajął Adrian Smith, założyciel zespołu Urchin i przyjaciel drugiego gitarzysty Maiden, Dave'a Murraya.

## Późniejsze lata
Jeszcze w tym samym roku Stratton został członkiem grupy Lionheart. Zespół zdołał nagrać tylko jedną płytę Hot Tonight, po czym rozpadł się.
W roku 1990 miała miejsce reaktywacja grupy Praying Mantis, działającej w pierwszej połowie lat 80. Dennis Stratton (wraz z Paulem Di'Anno) został zaproszony do wzięcia udziału w koncercie otwierającym. Od tej pory aż do roku 2005 był stałym członkiem grupy. Nagrał z nią 6 albumów studyjnych.

## Dyskografia

### Remus Down Boulevard
- A Week at the Bridge E16 (1978) – 2 utwory

### Iron Maiden
- Iron Maiden (1980)
- Live!! +one (1980)

### Lionheart
- Hot Tonight (1984)

### Praying Mantis
- Live at Last (1990)
- Predator in Disguise (1991)
- A Cry for the New World (1993)
- Only the Children Cry (1993)
- To the Power of Ten (1995)
- Captured Alive in Tokyo City (1996)
- Forever in Time (1998)
- Nowhere to Hide (2000)
- The Journey Goes On (2003)

### z Paulem Di'Anno
- The Original Iron Men (1995)
- The Original Iron Men 2 (1996)
- As Hard As Iron (1996)